# グリフィスの実験

形質転換の原理を発見した肺炎レンサ球菌を用いたグリフィスの実験

グリフィスの実験（グリフィスのじっけん）は、1928年にフレデリック・グリフィスによって行われた実験である。バクテリアにおける形質転換を発見し、遺伝情報を転移できることを示唆した最初の実験である。

## 実験の概要
グリフィスは病原性を持つIII-S (smooth) と病原性を持たないII-R (rough) の2種類の肺炎レンサ球菌（肺炎双球菌）の株 を用いた。III-S株の細胞は多糖類でできた皮膜（莢膜）で覆われ、宿主の免疫系から自分自身が守られるため、宿主の体内で増殖し発症させる。これに対してII-R株は莢膜を持たず、宿主の免疫系に攻撃されるため病原性を持たない。つまりIII-S株を接種されたマウスは死ぬが、II-R株を接種されたマウスは死なない。
この実験では、III-S株のバクテリアを加熱して死滅させたものと、II-R株のバクテリアを用いた。これらはそれぞれ単独ではマウスを殺さないことが確認された。にもかかわらず両者を混ぜ合わせたものを接種した場合、マウスは発病して死亡することを見いだした。さらにその死んだマウスからIII-SとII-R両方のバクテリアが分離された。
当初は「III-S株の加熱物に莢膜が含まれており、これをII-R株が利用することで宿主内での生存が可能になった」との可能性も考えた。しかし加えたバクテリアのうちで生きたものはII-R株のみであるから、発見されたIII-S株はII-R株の子孫でなければならない。このことからグリフィスは「III-S株の死んだものに含まれる何らかの『転換要素』が原因となって、II-R株が致死性のIII-S株に『転換』した」と結論づけた。

### 菌の型について
この菌の型は大きくS型とR型に分けられる。S型はその莢膜に多型があり、免疫学的に30程度に区分されていて、上記のIIやIIIはそれを表す。R型は筴膜が無いのでこのような区別は無い。元々R型はS型からの突然変異によって出現し、例えばII-S型から出たR型はII-R型と称する。R型が復帰突然変異によってS型に戻る例もあるが、この場合II-R型からはII-S型が生じるので、上の実験結果を説明できない。つまり、外部からの物質によって形質が変化する現象である。

## その意味
今日では、グリフィスが観察した『転換要素』はIII-S株のデオキシリボ核酸 (DNA) そのものだと分かっている。加熱処理によってバクテリアが死亡してもDNAはまだ破壊されず、II-R 株のバクテリアに取り込まれる。III-S株のDNAは免疫系から身を守る多糖類の莢膜の遺伝子を含んでいる。この遺伝子によってII-R株のバクテリアが形質転換し、宿主の免疫系から身を守り、かつ宿主を殺せるようになる。
形質転換はいわゆる遺伝子操作の基本的な技法として現在も利用されている。
『転換要素』の正体 (DNA) はのちにオズワルド・アベリー、コリン・マーロウ・マクラウド (en:Colin Munro MacLeod)、マクリン・マッカーティによる実験（アベリー-マクロード-マッカーティの実験）と、アルフレッド・ハーシー、マーサ・チェイスによる実験（ハーシーとチェイスの実験）によって確認された。彼らはそれが遺伝子である可能性が高いと判断し、これを特定することに成功したが、本実験は遺伝子の本体がDNAであることを明瞭に示唆したごく早い例である。